# Henri Mialaret
Mathias Joseph Ferdinand Jules Henri Mialaret (* 2. August 1855 in Charleville-Mézières; † 25. Februar 1919 in Paris) war ein französischer Segler.

## Erfolge

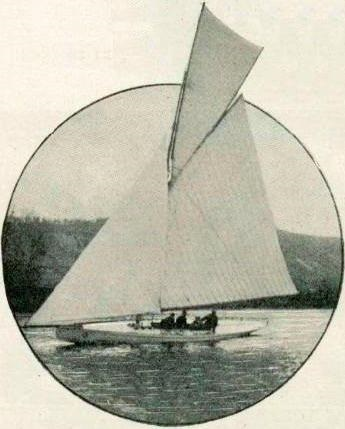
Die Yacht Favorite, mit der Godinet zweimal die Silbermedaille gewann

Henri Mialaret, der für die Union des Yachts Français segelte, nahm an den Olympischen Spielen 1900 in Paris teil, wo er in drei Wettbewerben antrat, der offenen Klasse und der 2 bis 3 Tonnen-Klasse. Bei allen Starts nahm er als Crewmitglied der Yacht Favorite unter Skipper Léon Susse teil, deren Mannschaft außerdem aus Jacques Doucet und Auguste Godinet bestand. Die Wettfahrten fanden in Meulan-en-Yvelines auf der Seine statt.
In der Regatta der offenen Klasse waren alle Boote mit Ausnahme der größten Klasse verpflichtet, an dieser Wettfahrt teilzunehmen. Es wurde zeitversetzt gestartet, beginnend mit der kleinsten Klasse. Die größte Klasse startete 19:37 Minuten später als Letzte. Es wurde zunächst stromaufwärts gesegelt. Eine Flaute zwang den Großteil aller Boote zur Aufgabe. Nur 6 Booten gelang es, eine Boje zu umrunden und stromabwärts ins Ziel zu „treiben“. Gewertet wurde nach Einlauf der Boote. Mit der Yacht Favorite kam er nicht ins Ziel.
In der Bootsklasse 2 bis 3 Tonnen waren in beiden Wettfahrten nur 4 Boote am Start. Es wurden eine lange und zwei kurze Bahnen (Runden) mit einer Länge von insgesamt 19 Kilometern gesegelt. Gewichtsunterschiede in den Booten wurden durch Zeitzuschläge ausgeglichen. Die französische Favorite segelte zwar die schnellste Zeit, wurde mit einem Zeitzuschlag von 4:05 min jedoch auf Platz zwei gesetzt. Bei der zweiten Wettfahrt erreichte die Favorite
wieder den zweiten Platz ohne Auswirkung des Zeitzuschlages. Für jede Wettfahrt erhielt er eine Silbermedaille.